# Jüdisches Museum Steinbach am Glan
Das Jüdische Museum in Steinbach am Glan, innerorts in der Lindenstraße befindlich,  dokumentiert die Geschichte der Juden in der Gemeinde sowie in der Region. Im Museum selbst sind Schautafeln angebracht, die Ereignisse des örtlichen Judentums aufzeigen. In Vitrinen sind Gegenstände untergebracht, die zu religiösen Ritualen benutzt worden sind. Das Museum hat zweimal pro Monat zwischen 15 und 17.30 Uhr geöffnet. Von Dezember bis Februar ist das Museum geschlossen. Öffnung nur auf Anfrage.